# Bistum San Miniato
Das Bistum San Miniato (lateinisch Dioecesis Sancti Miniati, italienisch Diocesi di San Miniato) ist ein römisch-katholisches Bistum in Italien.

## Geschichte
Das Bistum mit Sitz in San Miniato bei Pisa wurde am 5. Dezember 1622 durch Papst Gregor XV. gegründet. Es ist als Suffraganbistum dem Erzbistum Florenz unterstellt.

## Kathedrale
Die Kathedrale Santissima Maria Assunta e Genesio war im 12. Jahrhundert als Pfarrkirche erbaut worden, wurde im 15. Jahrhundert erweitert und im 18. Jahrhundert als Bischofskirche umgestaltet.

## Weblinks

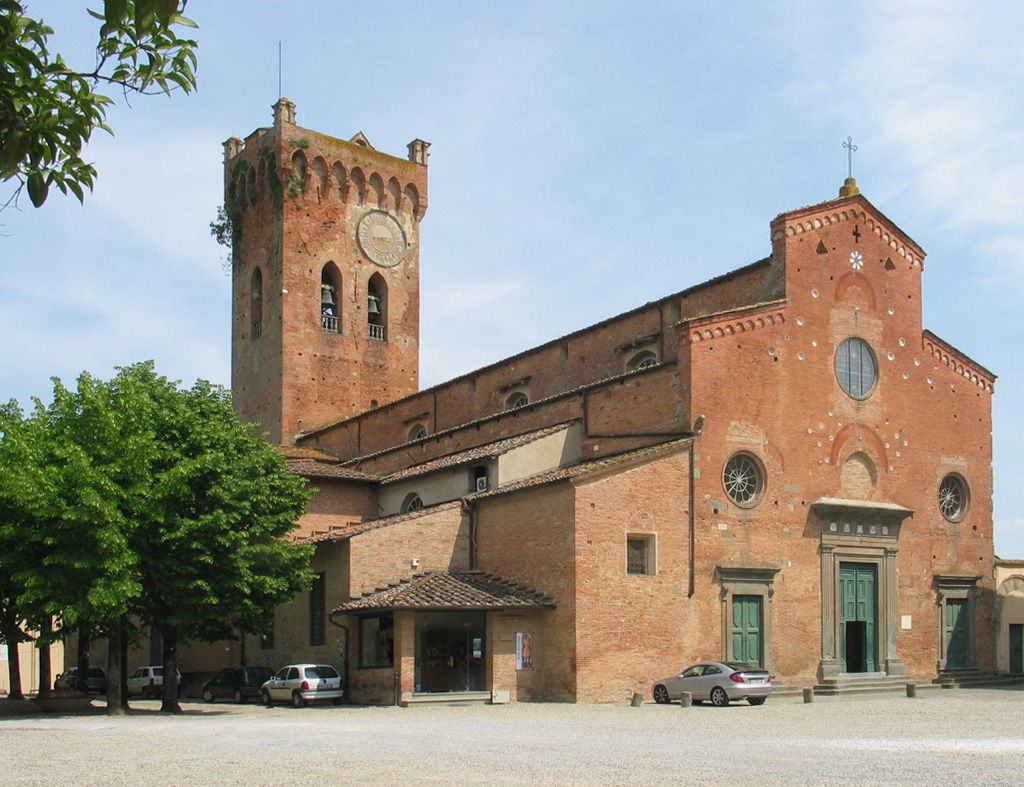
Kathedrale Santissima Maria Assunta e Genesio in San Miniato